# Carlos Albán Holguín
Carlos Albán Holguín (Cali, 21 de octubre de 1930-Bogotá, 11 de marzo de 1995) fue un abogado, diplomático y político colombiano, miembro del Partido Conservador Colombiano y del movimiento independiente C Azul.
Albán Holguín fue Alcalde de Bogotá entre 1970 a 1973 por designación del presidente Misael Pastrana, ministro de educación del gobierno de Julio César Turbay entre 1981 y 1982, y representante permanente de Colombia en la ONU del presidente Belisario Betancur.